# الأربعين الطويلة

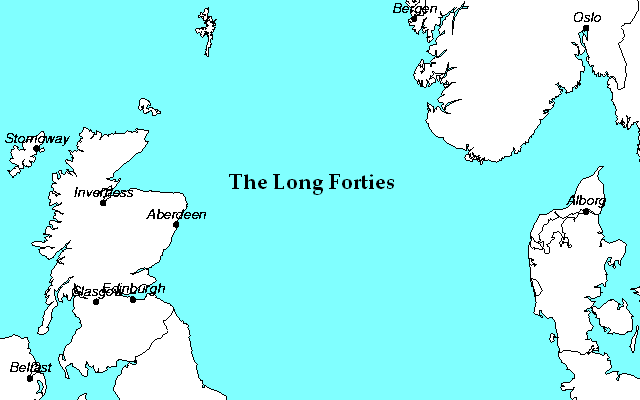

بالإنجليزية Long Forties هي منطقة في شمال بحر الشمال لها عمق ثابت نسبيًا يبلغ أربعين قامة (73 مترًا) (وبالتالي، على خريطة بحرية مع العمق الموضح في القراءات، توجد مساحة كبيرة بها الكثير من "40"). تقع بين الساحل الشمالي الشرقي لاسكتلندا والساحل الجنوبي الغربي للنرويج، وتتركز في 57 ° شمالاً 0 ° 30' شرق. يمكن مقارنتها بـ «أربعة عشر العريضة».
المنطقة البحرية «الأربعينيات» التابعة لتوقعات Shipping Forecast [الإنجليزية] سميت بعدها. خدمة المعهد الملكي الهولندي للأرصاد الجوية تستخدم لهذه المنطقة نفسها اسم «أسباب Fladen»، وهي منطقة أكثر من ذلك بقليل شمالية وأعمق قليلا في بحر الشمال. خدمة الأرصاد الجوية السويدية التي قدمت بيانات الأرصاد الجوية لهذه المنطقة حتى عام 2005 .